# Pierre Maël
Pierre Maël je kolektivní pseudonym Charlese Causse a Charlese Vincenta, dvou francouzských spisovatelů romantických a dobrodružných románů určených především pro chlapce a dívky..

## O autorech
Charles Vincent (1851–1920) se narodil v Nudjuffguru ve Francouzské Indii a po smrti svého přítele Causseaua pokračoval ve psaní sám. Charles Causse (1862–1904) byl stejně jako Vincent bretaňského původu. Oba dva byli legitimisté a věřící katolíci. Společně napsali více než osmdesát děl, většinou dobrodružných románů publikovaných nejen knižně, ale i na pokračování v novinách a časopisech. Kromě toho, zejména na počátku své literární dráhy, publikovali dívčí romány založené na klasických katolických rodinných hodnotách. Na počátku 20. století byly jejich práce považovány za bestsellery. Soupis jejich knih naráží však na problém, že mnohé z nich byly vydány v reedicích pod různými názvy a často ve zkrácených a přepracovaných verzích.

## Výběrová bibliografie

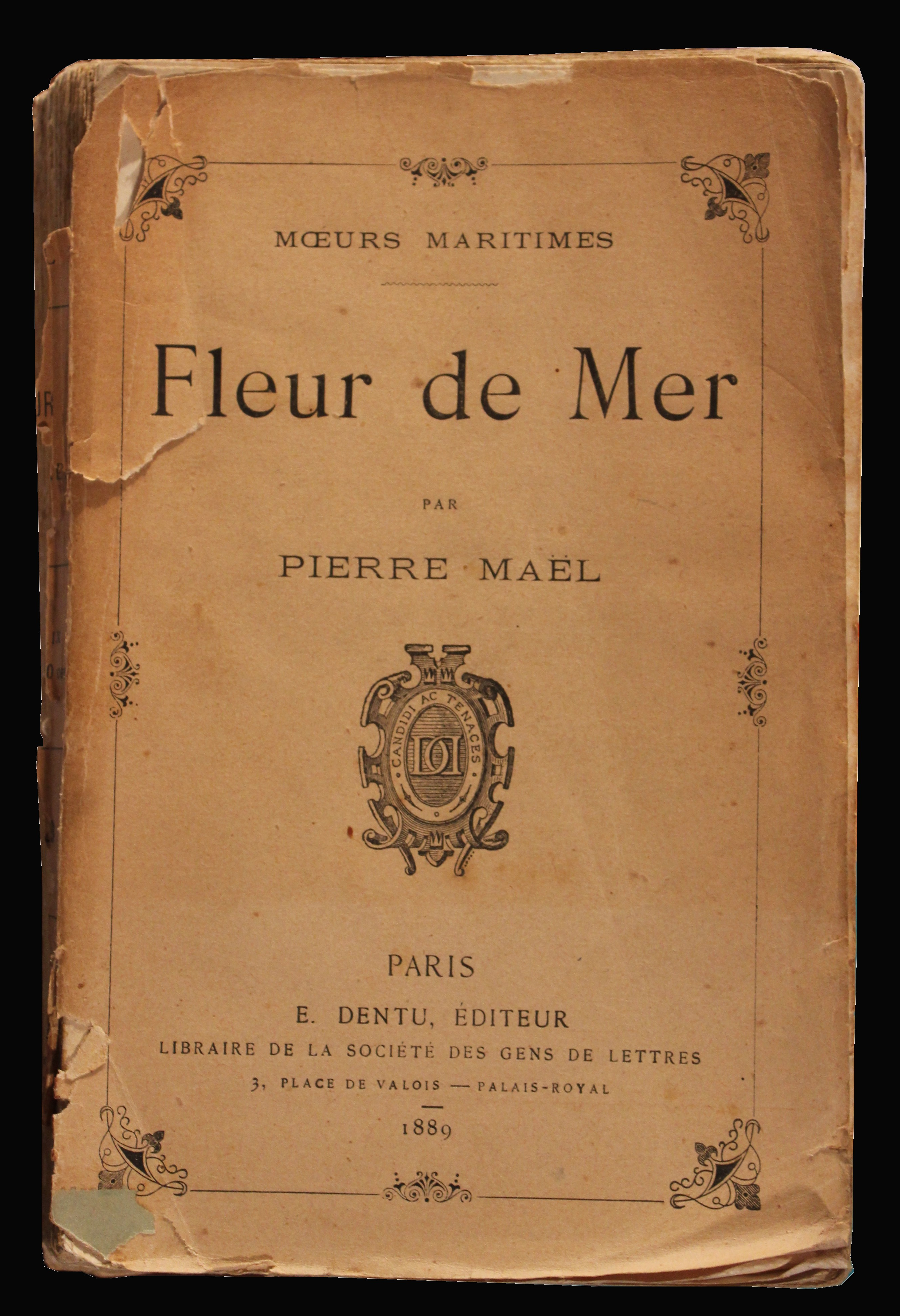
Obálka knihy Fleur de Mer

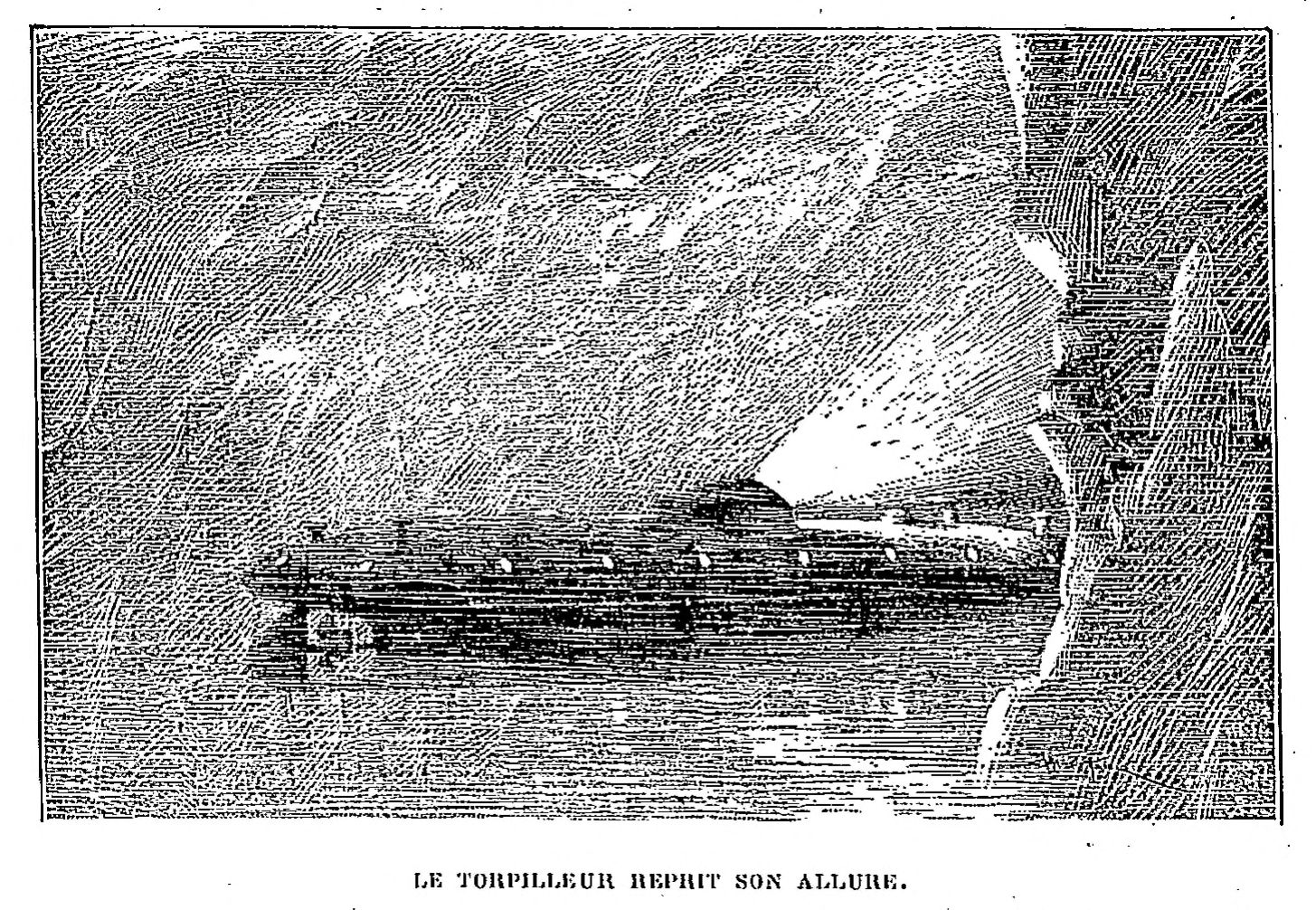
Ilustrace ke knize Une Française au pôle nord od Alfreda Jeana Marie Parise

- La Double vue (1887, Dvojí pohled).
- Le torpilleur 29 (1888, Torpédoboec 29).
- L’Alcyone (1889).
- Fleur de mer (1889), česky jako Mořská růže.
- Sauveteur' (1889, Plavčík).
- Flot et jusant (1890, Příliv a odliv).
- Mer bleue (1890, Modré moře).
- Pilleur d'épaves (1891, Vykradač vraků).
- Une Française au pôle nord (1893), česky jako Tajemství severu.
- Dernière pensée (1894, Poslední myšlenka).
- Les derniers hommes rouges nord (1895, Robinson a Robinsonka).
- Robinson et Robinsonne (1895, Poslední rudoši).
- Erreur d'amour (1896, V omylu lásky).
- Fleur de France (1896, Květ Francie).
- Au pays du mystère (1897, V tajemném kraji).
- Seulette (1899).
- Cœur contre cœur (1900, Srdce proti srdci),
- Un mousse de Surcouf (1901, Sourcoufův plavčík),
- Mademoiselle Pompon (1902, Slečna Pompon).
- Fille de rois (1902, Dcera králů).
- Le crime de l'amour (1904, Zločin lásky).
- Le trésor de Madeleine (1904).
- Femme d'officier (1905, Žena důstojníka).
- Le roman de Violette (1905.
- Haine et amour (1905, Nenávist a láska), pokračování Le roman de Violette.
- Le Forban noir (1907, Černý pirát), česky též ako Syn moře, příběh zachycující boj bretaňských rybářů s dokonale organizovanou mezinárodní bandou námořních pirátů..
- L'Énigme du Transtévère (1908, Záhada v Transtévère)..
- César Borgia (1909), pokračování Záhady v Transtévère.
- Poucette (1910).
- Loin des yeux, près du cœur (1912).
- Talisman (1914).

## Filmové adaptace
- Loin des yeux, près du cœur (1915), francouzský němý film, režie Maurice Le Forestier.[2]

## Česká vydání
- Tajemství severu, (Josef R. Vilímek, Praha 1894, přeložil Jan Herzer.
- Mořská růže, Václav Kotrba, Praha 1895, přeložila J. K.
- Hrdinná srdce, Josef R. Vilímek, Praha 1895, přeložil František Serafínský Procházka, nepodařilo se zjistit název originálu.
- V omylu lásky, románová příloha Národní politiky, Praha 1922, přeložil František Šádek.
- Poslední rudoši, Josef R. Vilímek, Praha 1927, přeložil Alois Tvrdek.
- Černý pirát, Dobrodružný svět, ročník II., Josef R. Vilímek, Praha 1929.
- V zajetí Amazonky, Albatros, Praha 1970, přeložil Vladimír Henzl, nepodařilo se zjistit název originálu.
- Syn moře, Albatros, Praha 1973, přeložil Evžen Lukeš, znovu 1990.